# Mega Twins
Mega Twins, anche conosciuto come Chiki Chiki Boys (チキチキボーイズ?) in Giappone, è un gioco d'azione a scorrimento laterale pubblicato per arcade da Capcom nel 1990. È stato il decimo gioco pubblicato per CP System.

## Trama
Nella terra di Alurea, un inaspettato attacco di mostri distrugge qualsiasi cosa sia sulla loro strada. Gli abitanti di Alurea vivevano in pace per un migliaio di anni e dimenticarono come si combatteva. Gli unici sopravvissuti di Alurea, furono i due figli gemelli del re che devono ritornare nel loro regno per riprendersi la loro terra. I due gemelli si avventurano in cerca di una leggendaria pietra conosciuta come "Gli occhi blu del drago", che si dice che possa riportare tutto alla normalità.

## Modalità di gioco
Mega Twins è un videogioco a piattaforme composto da nove livelli, il giocatore può selezionare all'inizio alcuni dei primi tre, ma gli altri devono essere giocati in sequenza. I giocatori controllano i personaggi dei gemelli. Il gioco può essere giocato da un solo giocatore (in questo caso solo uno dei due gemelli è presente), o da due giocatori contemporaneamente controllando un gemello ciascuno. Oltre al muoversi intorno, i giocatori possono saltare e anche arrampicarsi su muri verticali, consentendogli di raggiungere aree che non potrebbero essere raggiunte in altro modo. Ogni giocatore è armato con una spada magica, che è l'arma principale del gioco, ma bombe magiche possono essere raccolte durante il gioco, ognuna di esse causa danni a tutti i nemici su schermo. Solo un limitato numero di queste bombe può essere trasportato alla volta. Il gemello blu fa più danni con la spada magica, mentre il gemello rosso può trasportare più incantesimi alla volta. Ogni giocatore ha una barra di energia che viene svuotata ogni volta che si entra in contatto con un nemico o un proiettile. Quando l'energia raggiunge lo zero, il giocatore perde una vita. Dei forzieri sono sparpagliati per il gioco (alcuni di questi sono nascosti e devono essere scovati), la maggior parte di essi contiene monete che aggiungono punti al punteggio dei giocatori, ma altri contengono power up e bonus come una pillola che ripristina la barra di energia del giocatore e potenzia la spada magica.

## Conversioni
U.S. Gold pubblicò conversioni di Mega Twins per Atari ST e Commodore Amiga nel 1991. Conversioni per Commodore 64, ZX Spectrum e Amstrad CPC furono annunciate, ma non furono mai pubblicate, sebbene incomplete le versioni per Spectrum e Amstrad sono approdate su Internet. Una conversione per Mega Drive fu pubblicata da SEGA nel 1992 e 1993. Sviluppata da Visco Corporation, questa conversione uscì in Nord America ed Europa col nome originale giapponese Chiki Chiki Boys. Questa conversione manca della modalità cooperativa a due giocatori, ma è tuttavia identica alla versione arcade in termini di conuti e qualità. Una versione PC-Engine Super CD-ROM² fu pubblicata nel 1994 esclusivamente in Giappone da NEC Avenue. Questa conversione dispone di versioni migliorate della maggior parte delle musiche della versione arcade in formato CD-DA; alcune usano il chip sonoro del PC-Engine. A differenza della versione Mega Drive, la versione PC-Engine Super CD-ROM² include il multiplayer. Il gioco è incluso anche in Capcom Classics Collection: Remixed per PlayStation Portable e Capcom Classics Collection Volume 2 per PlayStation 2 e Xbox, entrambi usciti nel 2006.